# Fraxinus platypoda
Fraxinus platypoda — вид квіткових рослин з родини маслинових (Oleaceae).

## Біоморфологічна характеристика
Це велике дерево з широкою кроною до 40 м заввишки та 150 см діаметра на рівні грудей. Гілочки сіро-жовті, товсті, жорсткі. Разюче великі кінцеві бруньки коричневі, більші в довжину, ніж у ширину. Листки 20–30 сантиметрів завдовжки, складаються з п'яти — дев'яти сидячих листочків. Листочки від 6 до 14 см завдовжки і від 2 до 3.5 см завширшки, від вузько-оберненояйцеподібних до ланцетних, коротко загострені з ширококлиноподібною чи округлою основою; край виїмчастий; верхня сторона темно-зелена і гола, нижня сторона більш-менш запушена. Квітки розподілені полігамно і стоять у бічних волотях довжиною від 12 до 15 сантиметрів. Пелюстки відсутні. Квіти з'являються разом з листям у травні. Плоди довжиною від 3.5 до 5 сантиметрів, разюче широкі, плоскі, крилаті горіхи, край крил яких спускається більш-менш до середини.
Цей вид має високу тінь і стійкість до повені. Саджанці можуть виживати при слабкій інтенсивності освітлення та у воді довше, ніж інші види. Ареал виду переживає суцільну вирубку та заміну плантаціями японського кедра.

## Поширення
Ареал: цн. Китай (Юньнань, Сичуань, Шеньсі, Хубей, Гуйчжоу, Ганьсу), цн. і пд. Японія.
Росте на висотах від 1200 до 2800 метрів. Цей вид росте в змішаних лісах на схилах або в долинах.

## Використання
Це дерево вже не завжди привабливе для деревини, але деревину можна використовувати для виробництва меблів і столових наборів.